# 齐齐哈尔站
齐齐哈尔站位于中国黑龙江省齐齐哈尔市铁锋区站前大街136号，建于1928年，为中国铁路哈尔滨局集团有限公司直属的客货运特等站，经过铁路有平齐铁路和齐北铁路。齐齐哈尔站是黑龙江省西部乃至中国东北地区西部的铁路交通枢纽，是齐齐哈尔铁路枢纽的客货运站兼辅助编组站，担负着平齐线、滨洲东线、西线、齐北线、富西线5个方面的旅客、货物运输及列车编组任务。车站年旅客发送量658万人，日均办理接发列车88对。

## 历史
前身为1909年建成的齐昂轻便铁路龙江站。1928年12月，齐克铁路昂齐线通车，新龙江站亦投入使用。
1933年8月15日车站改称齐齐哈尔站，但车站站房于1934年1月29日失火烧毁。当年6月动工兴建齐齐哈尔站暨铁路局大楼，耗资147万元满洲国圆。1935年12月，大楼主体结构完工，候车室部分投入使用。1936年6月22日完全竣工；站场设有2座站台。
1949年后原有客运设施已不敷使用。1961年，曾借用齐铁俱乐部作为临时候车室。1962年以后，曾一度用齐铁体育馆作第二旅客候车室。1967年3月17日，在原候车室南侧动工修建简易候车室，面积1488平方米。
1970年新建齐齐哈尔南站，设有到发线10条、编组线11条及简易驼峰。
1971年6月24日，齐齐哈尔站地下人行通道动工修建，1972年6月30日竣工交付。同期，将原天桥拆除、并修建3个站台风雨棚。1975年车站重建新站房，同时将简易候车室拆除，于12月23日开工，1979年9月25日竣工，10月27日投入使用。
1982年，齐齐哈尔站由一等站升格为特等站。1986年10月28日，建设旅客进站天桥工程，1989年11月15日竣工并交付使用。1997年，修建300延长米旅客四站台，10月竣工使用。
至1998年年底，齐齐哈尔站客运设有旅客站台4座，客车到发线7股；货运设施有使用面积379918平方米的货场，货场货物线10条，另接轨105条专用线接轨；运转设备北到发场有10股道、北编组场6股道，南到发场10股道、南编组场13股道。
2005年5月5日，候车室内安装电梯，9月29日正式投入运行。
2015年，为接入哈齐高速铁路列车，车站对站场线路及车站设施进行改造，于9月1日实现高铁列车运营。

## 车站结构
齐齐哈尔站为客货纵列式站型，设有南北2个车场。

### 齐北场
齐齐哈尔站北场简称齐北场或北场，办理枢纽衔接各方向的旅客列车始发、终到及中转作业。北场设有14条到发线，包括3条正线、7条到发线，设有4座旅客站台，1、3、4、6、7、8、9道为客车到发线。
齐北场连接10条专用线，北侧为齐齐哈尔机务段齐齐哈尔车间、齐齐哈尔北车辆段及齐齐哈尔客车整备所。

#### 站房
齐齐哈尔站目前使用的主站房建于1976年，由中铁第五勘察设计院东北分院设计。长138米、宽43米，建筑面积20860平方米。主站房地上三层，局部五层、高28.9米；钟楼8层，钟楼高48.7米，塔尖高70米。
站房分上下两层，设广厅和回廊；内设有四个候车室，可同时容纳6000人候车，南北侧壁镶嵌陶瓷壁画《鹤乡春》。后又陆续增设软席候车室、豪华候车厅、军人候车厅、母婴室等设施。
齐齐哈尔站老站房于1936年6月22日随平齐铁路通车而竣工。该建筑为砖混结构，面积4499.2平方米，外观呈现“中”字；地上四层、地下一层：一层南侧为815平方米候车室，一层北侧和二、三层为铁路局办公室、四层为旅馆。1976年新站房投用后，老站房被用作原齐齐哈尔铁路分局及齐齐哈尔车务段办公大楼。

### 齐南场
齐齐哈尔站南场简称齐南场，是齐齐哈尔站的货运编组场，现有2条正线、7条到发线和13条编组线，承担着哈齐高铁、平齐铁路以及齐北铁路的客货列车及动车组的运输任务。

## 下辖车站
齐齐哈尔车站是中国铁路哈尔滨局集团管辖的直属站，下辖齐南场、齐北场和齐齐哈尔南站3个站场。

## 相关影视作品
英达导演的连续剧《候车大厅》和《候车室的故事》的内景和外景采用了齐齐哈尔火车站和齐齐哈尔龙华路两侧的老建筑。